# 1810
- Wikisource

| Calendário gregoriano                                                        | 1810 MDCCCX                         |
| Ab urbe condita                                                              | 2563                                |
| Calendário arménio                                                           | 1259 – 1260                         |
| Calendário bahá'í                                                            | -34 – -33                           |
| Calendário budista                                                           | 2354                                |
| Calendário chinês                                                            | 4506 – 4507 Início a 4 de fevereiro |
| Calendário copta                                                             | 1526 – 1527                         |
| Calendário etíope                                                            | 1802 – 1803                         |
| Calendários hindus - Vikram Samvat - Calendário nacional indiano - Cáli Iuga | 1865 – 1866 1731 – 1732 4910 – 4911 |
| Calendário Holoceno                                                          | 11810                               |
| Calendário islâmico                                                          | 1225 – 1226                         |
| Calendário judaico                                                           | 5570 – 5571                         |
| Calendário persa                                                             | 1188 – 1189 Início a 21 de março    |
| Calendário rúnico                                                            | 2060                                |
| Calendário solar tailandês                                                   | 2353                                |

1810 (MDCCCX, na numeração romana) foi um ano comum do século XIX do Calendário Gregoriano, da Era de Cristo, e a sua letra dominical foi G (52 semanas), teve início numa segunda-feira e terminou também numa segunda-feira.
| Ano completo                         |
| ------------------------------------ |
| Ano comum com início à segunda-feira |

## Eventos
- Tomada de posse de Aires Pinto de Sousa Coutinho no cargo de capitão-general dos Açores, foi o (6.º capitão-general).
- Fundação do Império do Espírito Santo dos Quatro Cantos, Sé, Angra do Heroísmo.
- Fim do reinado de Tsulthrim Drayga, Desi Druk do reino do Butão, reinou desde 1809.
- Início do reinado de Jigme Dragpa II, Desi Druk do reino do Butão, reinou até 1811.
- Um exército de camponeses pobres liderado pelo padre Hidalgo sublevou-se carregando estandartes em que se via Nossa Senhora de Guadalupe, representada como uma mestiça de olhos puxados e maçãs do rosto salientes, como milhões de nativos do México.
- D. João assinou com a Inglaterra o Tratado de Comércio e Navegação. O principal artigo desse tratado dizia que, para entrar no Brasil, as mercadorias inglesas deveriam pagar um imposto de 15%; as portuguesas, de 16%; e as de outras nações, de 24%.

Fevereiro
- 19 de fevereiro - No Rio de Janeiro, é concluído e assinado tratado de amizade e comércio pelo príncipe regente D. João VI com o Rei Jorge III, do Reino Unido da Grã-Bretanha e Irlanda.

### Abril
- 5 de abril - Emancipação de Caetité na Bahia.
- 10 de abril - Fundação de Itinga em Minas Gerais.
- 19 de abril - Revolução de 19 de Abril de 1810: Criação de um governo autônomo em Caracas, dando início ao processo de independência da Venezuela.

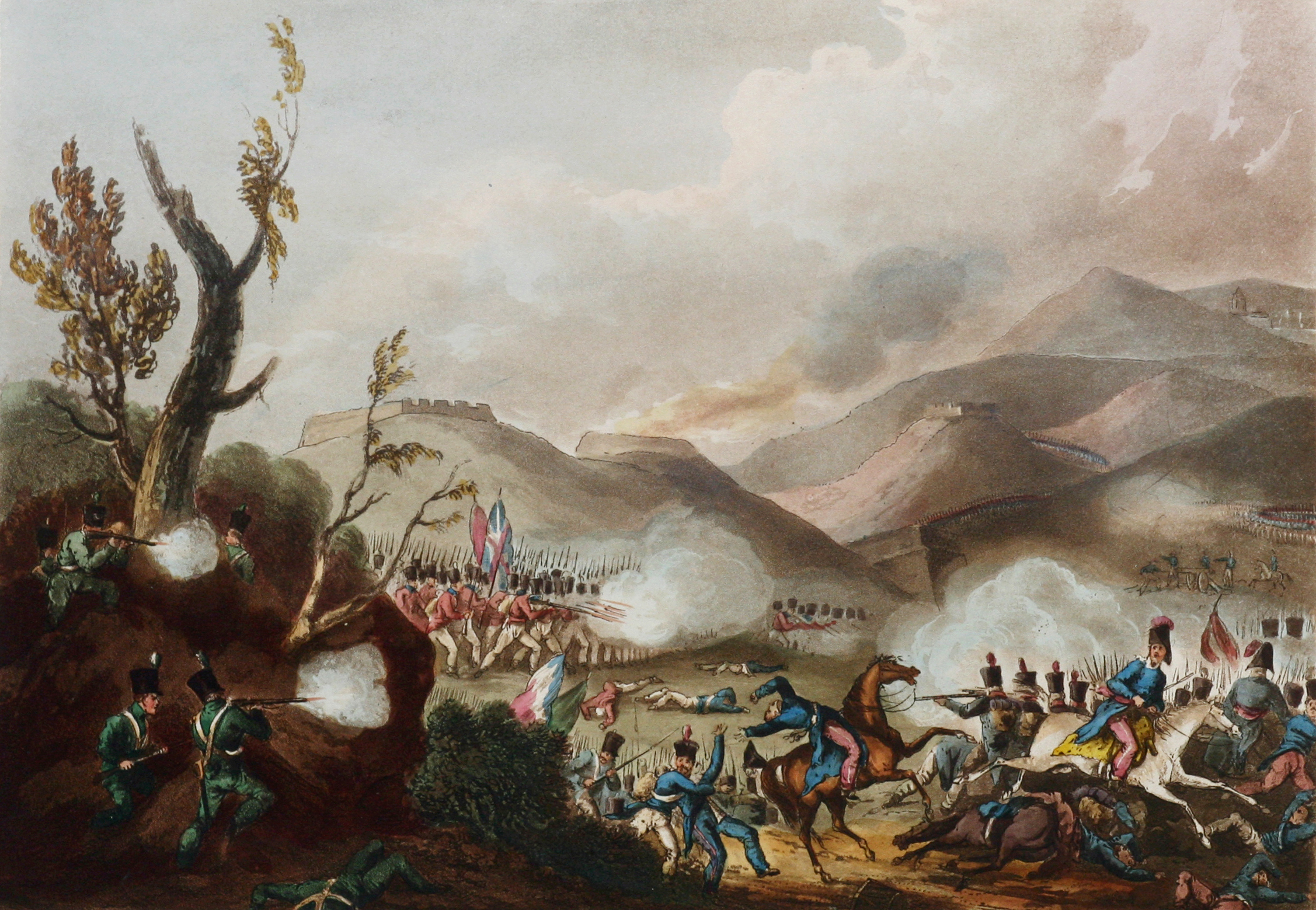
Batalha do Buçaco. Gravura de J. Jenkins.

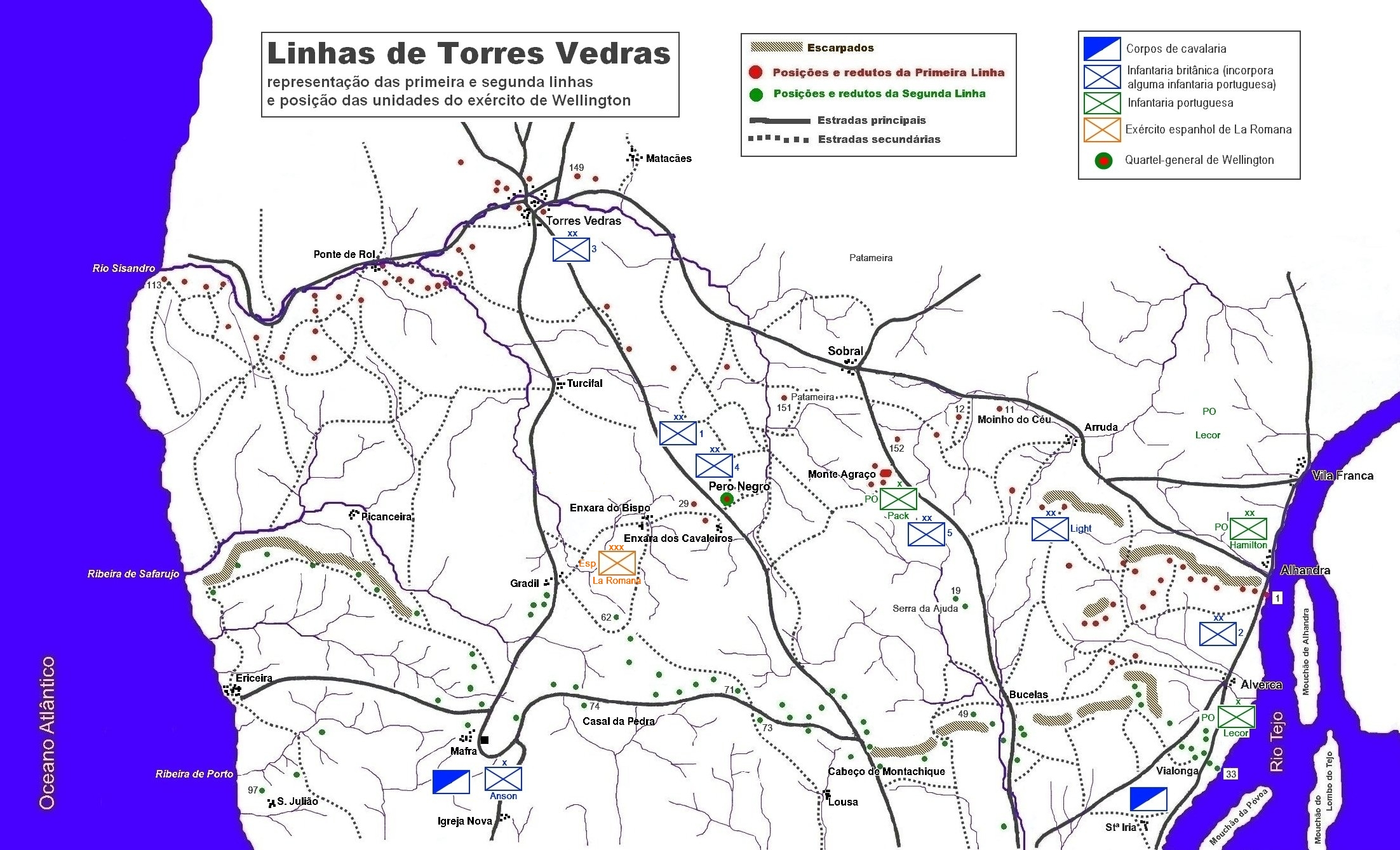
Mapa das 1ª e 2ª Linhas de Torres Vedras.

### Setembro
- 14 a 21 de setembro Viseu- Invasões Francesas: O Marechal Massena comandante do exército francês que estaciona em Viseu onde espera pelo reagrupamento das suas tropas. Em Viseu, no Palácio dos Albuquerques, os seus Generais (Reynier, Ney e Junot) reúnem-se com ele e criticam-no pelas opções estratégicas que vinha tomando. Ficou célebre o jantar entre Massena, a sua amante e os seus Generais.
- 27 de setembro - Batalha do Bussaco, durante as Invasões Francesas, entre o exército de Napoleão comandado pelo Marechal Massena e o exército anglo-luso comandado pelo General Wellington, durante a terceira invasão de Portugal, onde o exército francês sofreu profunda derrota.

### Outubro
- 12 de outubro - Invasões Francesas: O exército francês chega às Linhas de Torres Vedras.
- 12 de outubro - Invasões Francesas: O 9.º corpo de exército francês, sob o comando do general Drouet D'Erlon, saiu de Valladolid em direcção a Portugal.
- 29 de outubro - Fundada a Biblioteca Nacional no Rio de Janeiro.

### Dezembro
- 9 de dezembro - fundado o município de Guarapuava no Paraná.
- 16 de dezembro - Início do Cerco de Tortosa, Guerra Peninsular, Guerras Napoleónicas. O cerco prolongou-se até 2 de janeiro de 1811. Foi uma vitória das forças francesas sobre a guarnição espanhola.

## Nascimentos
- 8 de fevereiro - Eliphas Lévi, escritor e mágico francês (m. 1875).
- 15 de fevereiro - Giovanni Lanza, político italiano (m. 1882).
- 2 de março - Papa Leão XIII, (m. 1903).
- 1 de março - Frédéric Chopin, compositor e pianista polaco.
- 11 de abril - Henry Rawlinson, soldado e orientalista britânico (m. 1895).
- 10 de agosto - Conde de Cavour, estadista piemontês (m. 1861).
- 2 de setembro - Joaquim Caetano, diplomata e professor brasileiro, patrono da Academia (m. 1873).
- 3 de setembro - Paul Kane, pintor irlando-canadense (m. 1871).
- 12 de setembro - Ernest Courtot de Cissey, político francês (m. 1882).
- 12 de outubro - Nísia Floresta Augusta, feminista, poetisa e escritora brasileira (m. 1885.
- 7 de dezembro - Theodor Schwann, biólogo alemão (m. 1882).
- 9 de dezembro - Augusto de Beauharnais, primeiro marido da rainha Maria II de Portugal (m. 1835).
- 11 de dezembro - Alfred de Musset, dramaturgo, poeta e novelista francês (m. 1857).
- 24 de dezembro - Wilhelm Marstrand, pintor dinamarquês (m. 1873).
- Howard Staunton, estadista britânico (m. 1874).

## Mortes
- 20 de junho - Hans Axel von Fersen, nobre e militar sueco (n. 1755).
- 19 de Julho - Luísa de Mecklemburgo-Strelitz, rainha da Prússia (n. 1776).
- 2 de dezembro - Philipp Otto Runge, pintor romântico alemão (n. 1777).

## Por tema
- 1810 no Brasil
- 1810 na ciência
- 1810 na literatura
- 1810 na música
- 1810 no teatro